# 斯劳部门
《斯劳部门》（英語：Slough House）是英国作家米克·赫伦（Mick Herron）创作的一系列间谍小说。该小说的销量已超过400万册，被称为对约翰·勒卡雷（John le Carré）的间谍小说的讽刺性“颠覆之作”。

## 小说系列
| 序号 | 英语名字             | 汉语名字   | 首次出版年份 | 备注                                                |
| ---- | -------------------- | ---------- | ------------ | --------------------------------------------------- |
| 1    | Slow Horses          | 慢马       | 2010         | 被改编为电视剧《慢马》的第1季                       |
| 2    | Dead Lions           | 死狮       | 2013         | 被改编为电视剧《慢马》的第2季                       |
| 3    | The List             | 名单       | 2015         | 收录在了2022年的小说集《站在墙边》里面              |
| 4    | Real Tigers          | 真正的老虎 | 2016         | 被改编为电视剧《慢马》的第3季                       |
| 5    | Spook Street         | 幽灵街     | 2017         | 被改编为电视剧《慢马》的第4季                       |
| 6    | London Rules         | 伦敦规则   | 2018         | 被改编为电视剧《慢马》的第5季                       |
| 7    | The Drop             | 投放点     | 2018         | 收录在了2022年的小说集《站在墙边》里面              |
| 8    | Joe Country          | 乔的故乡   | 2019         | 与小说《斯劳部门》一起被改编为电视剧《慢马》的第6季 |
| 9    | The Catch            | 捕捉       | 2020         | 收录在了2022年的小说集《站在墙边》里面              |
| 10   | The Last Dead Letter | 最后的死信 | 2020         | 收录在了2022年的小说集《站在墙边》里面              |
| 11   | Slough House         | 斯劳部门   | 2021         | 与小说《乔的故乡》一起被改编为电视剧《慢马》的第6季 |
| 12   | Bad Actors           | 坏演员     | 2022         |                                                     |
| 13   | Standing by the Wall | 站在墙边   | 2022         | 收录在了2022年的小说集《站在墙边》里面              |
| 14   | Clown Town           | 小丑镇     | 2025         | 小说                                                |

## 剧情简介
斯劳部门并非真的位于斯劳，而是设在伦敦的伊斯灵顿。从外表看，它只是个不起眼的办公楼，但实际是英国安全局将失败者、能力差的人发配去的地方，英国安全局期望他们辞职或提前退休。办公室由杰克逊·兰姆（Jackson Lamb）管理，这位冷战老将不太喜欢那些被称作“慢马”的特工。
每位在斯劳部门工作的特工曾经犯过错或者是被认为能力不行。瑞弗·卡特莱特（River Cartwright）因一次评估中的失误导致伦敦国王十字车站被关闭，米恩·哈珀（Min Harper）因在火车上遗失机密文件被贬职，路易莎·盖伊（Louisa Guy）跟丢了重要嫌疑人，而罗迪·霍（Roddy Ho）因性格不讨人喜欢被调来此处。瑞弗·卡特莱特一心想重返现场工作，但兰姆只让他负责翻查垃圾。
与此同时，位于摄政公园的英国安全局的高层领导一心想维持部门预算，并提升英国安全局在社会中的地位。副局长戴安娜·塔弗纳（Diana Taverner）对斯劳部门的特工们不屑一顾，并乐于操控他们，以重返情报工作的机会为诱饵。
在系列故事中，斯劳部门的特工们在冷战遗留问题中穿梭，与威胁国家安全的人斗智斗勇，同时也要应对英国安全局内部的高层权力斗争。

## 灵感与写作

### 灵感
米克·赫伦的创作受到了多位作家的广泛影响，包括约翰·勒卡雷、连·戴顿、查尔斯·狄更斯、雷金纳德·希尔 和P.G.伍德豪斯等。赫伦在14岁时开始阅读勒卡雷的作品，他表示：“他让我有了成为作家的信心……他向我展示了你可以创造一个完整的世界，甚至可以为其创造语言。”赫伦认为，勒卡雷的《完美的间谍》是他所受影响的作家中唯一一本他能够在刚出版时阅读的“杰作”。
赫伦提到，雷金纳德·希尔笔下的安迪·达尔齐尔和约翰·芬尼莫尔所创作的道格拉斯·理查森是杰克逊·兰姆这个角色的灵感来源。虽然赫伦否认故意将兰姆的名字作为对勒卡雷的致敬，但兰姆这个角色的首字母缩写“J. Lamb”确实出现在勒卡雷的《斯迈利的人马》中。

### 写作风格
尽管英格兰许多著名的间谍小说作家，如约翰·勒卡雷（John le Carré）和伊恩·弗莱明（Ian Fleming）曾是情报机构成员，但赫伦并没有军事或情报背景。相反，他在小说中大量借鉴了在某研究公司法律部门工作的经历。他作品中有关情报机构的具体细节均是虚构的。
赫伦认为情报机构的运作类似于其他工作场所，“人们经常在做相当枯燥的工作，并与自己不一定喜欢的人共事，伴随着大量的办公室政治。”《悉尼晨报》的苏·特恩布尔（Sue Turnbull）形容赫伦在“全情投入”的时候，尤其擅长揭示“让英国官僚系统深受困扰的办公室政治的无聊。”
赫伦讨论了每本小说具有不同的语调、色彩和氛围的重要性。他倾向于让角色决定剧情发展，而不是依靠严格的情节设定。他的大纲往往只是“一系列无关联的事件”，而情节转折通常出现在他需要为自己找到出路时。赫伦也避免为角色创建详细的背景故事。
赫伦以第三人称写作，并经常在同一场景中切换视角。《洛杉矶书评》的格伦·哈珀（Glenn Harper）写道，赫伦的突然视角转换常常带来“突然且往往有趣的揭示，因为一个视角所给出的错误印象会在后续情节或另一视角中得到澄清。”
在写作时，赫伦避免对角色进行具象化描绘。他保持一种“模糊的眼中所见，而不是头脑中的过程。更多的是关于句子的节奏。”赫伦将其写作风格的发展归功于早期的诗歌写作经历。
赫伦认为主题的模式化是其作品中至关重要的叙事粘合剂。在该系列中，死亡、成瘾和祖先之罪已被视为反复出现的主题。
该系列中的一些角色和事件来源于当代历史。小说《斯劳部门》以谢尔盖·斯克里帕尔和尤利娅·斯克里帕尔中毒事件为基础，而《捕捉》则被比作杰弗里·爱泼斯坦的生平事件。英国政治家鲍里斯·约翰逊也被赫伦认为是虚构保守党政治家彼得·贾德的原型。赫伦表示，他喜欢在故事中融入政治元素，因为这些“与我感兴趣的那类间谍惊悚小说密不可分。我不想写一部大情节、邪恶天才式的间谍小说；我感兴趣的是无能、错误百出、动机不纯的事情，而这本质上就是我们当前的政治现实。”

### 背景
2005年，赫伦在通勤上班的过程中，伦敦发生了一系列爆炸事件。这个经历促使他从写侦探小说转向了间谍小说。虽然他不认为自己有资格去写世界大事，但这些爆炸事件让他意识到：“要在前线，只需要身处城市之中。突然间，所有地方都成了可能的目标。所以，这为我写这些题材打开了大门。”赫伦后来在《慢马》的一段情节中提到这一天，当时角色瑞弗·卡特赖特回忆道：“人们用不同的方式谈论那一天。要么是关于他们的故事，而炸弹只是发生了；要么是关于炸弹的故事，而他们恰巧在那里。”
赫伦于2008年开始创作该系列的第一部小说《慢马》。

## 评价
虽然《慢马》一书起初未能获得广泛关注，但《书单》的早期评论称，赫伦的小说“充满辛辣的幽默和引人入胜的误导……有足够的悬念、双面间谍和混乱场面来吸引惊悚小说爱好者；但它也是对政治、官僚、权力争斗和‘大博弈’的精彩讽刺和深刻嘲讽。”
多位评论家也注意到赫伦在构建紧凑故事情节和刻画糟糕办公室政治方面的才能 。文学评论中的萨姆·利思表示，赫伦的小说是“间谍小说界最不为人知的秘密之一。”利思赞扬了赫伦的写作才能，称他是“一位优秀且往往光彩照人的句子作家，对话中充满了猛烈的幽默。”
第二本书《死狮》获得了2013年犯罪作家协会的金匕首奖。

## 衍生作品

### 中篇小说
赫伦创作了五部衍生的中篇小说/短篇故事：《名单》（2015年）、《玛丽勒本坠落》（2018年）、《捕捉》（2020年）、《最后的死信》（2020年）和《站在墙边》（2022年）。这些故事在2022年被汇编成单独的印刷版。
《站在墙边》受到了弗兰克·卡普拉电影《生活多美好》的启发。

### 相关小说
赫伦的另外三部小说《重建》（2008年）、《无人行走》（2015年）和《秘密时刻》（2023年），虽然并非《斯劳庄园》系列的正式部分，但它们也发生在同一个世界中，并包含该系列中的角色。

### 电视剧
根据本小说系列的第一部《慢马》改编成的电视剧《慢马》于2022年4月1日在Apple TV+上首播。第二季《死狮》于2022年12月2日首播。第三季《真正的老虎》于2023年11月29日首播，第四季《幽灵街》于2024年9月4日播出。2024年1月，该剧再次被续订，将改编系列第五本书《伦敦规则》。2024年10月确认的第六季将改编第六本和第七本书《乔的故乡》和《斯劳部门》。